# Lorenzo Ridaura Gosálbez
Lorenzo Ridaura Gosálbez (Alcoy, 5 de mayo de 1871 - Anna, 2 de septiembre de 1963) fue un escultor valenciano. Fue el principal escultor del modernismo alcoyano.

## Biografía
Proveniente de una familia de la burguesía industrial alcoyana que poseía la fábrica papelera "Lorenzo Ridaura". Su padre, Francisco Ridaura fue alcalde de Alcoy. En 1890 estudiará en la Escuela de Artes y Oficios de Barcelona.
Entre 1899 y 1916 se establece en Madrid entrando en contacto con los escultores del modernismo madrileño, especialmente con Agustín Querol. Recibió varios premios de escultura en concursos nacionales. En 1916 vuelve a Alcoy donde desarrollaría el resto de su obra. 
Realizó las esculturas de los ángeles del altar mayor de la iglesia de San Jorge en 1918, que fueron destruidas a golpes y descabezadas a finales de julio de 1936, al inicio de la guerra civil española. De las esculturas se conservan únicamente las cabezas en el Casal de Sant Jordi. Su destrucción le produjo un considerable disgusto.
Después de la guerra civil apenas le realizan más encargos. En 1956 se traslada a Anna (Valencia), en donde fallecerá a los 92 años. Será enterrado en la misma localidad, en un panteón que diseñó él mismo para enterrar a su madre.

## Obras

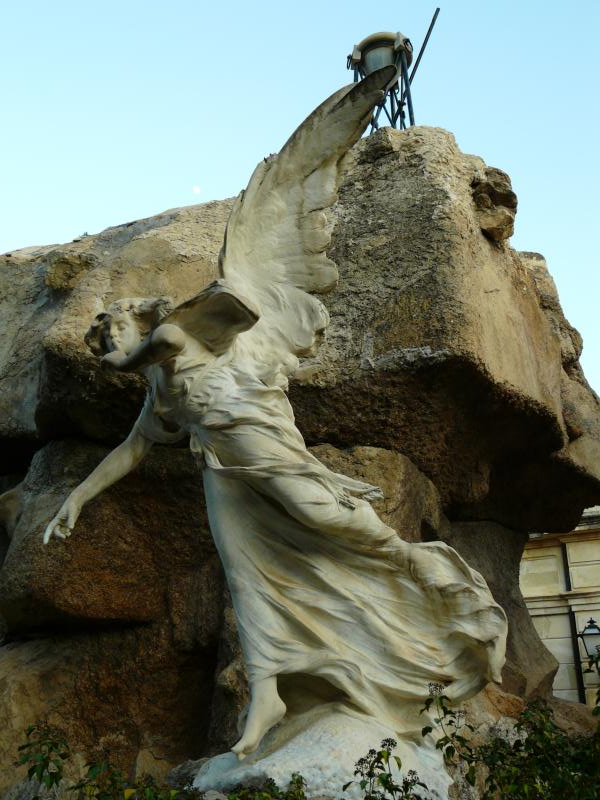
Escultura "Ángel del silencio" de Lorenzo Ridaura en el Cementerio de Alcoy (1903).

Entre su obra cabe destacar cronológicamente:
- Las tres virtudes teologales en el Panteón Moltó-Valor (1898) en el cementerio de San Antonio Abad de Alcoy. Proyecto y escultura. Estilo clasicista.
- Ángel del silencio (1903) escultura en el panteón familiar de Agustín Gisbert Vidal en el cementerio de San Antonio Abad de Alcoy.
- Lápida de Antonio Espinós Julià (1903).
- Lápida de Rosa Espinós Julià (1904).
- Maqueta de monumento al Sagrado Corazón de Jesús. (1917).
- Esculturas del altar mayor de la iglesia de San Jorge en Alcoy. (1918). Destruidas al inicio de la guerra civil.
- Panteón Enrique Carbonell: Escultura. (1925). En el cementerio de San Antonio Abad de Alcoy.
- Panteón Enrique Hernández: Proyecto y escultura. (1931). En el cementerio de San Antonio Abad de Alcoy.
- Imagen de San Jorge en bronce conservada en el Casal de Sant Jordi.